# 감지금니 묘법연화경
감지금니 묘법연화경(紺紙金泥 妙法蓮華經)은 묘법연화경(법화경)의 내용을 감지(紺紙, 청색 종이)에 금니(金泥, 금가루)로 옮겨 쓴 것이다.

## 문화재 지정

### 대한민국의 보물 제270호
이 책은 검푸른 종이에 금가루를 사용하여 불경을 옮겨 쓴 것으로, 묘법연화경 7권 가운데 권 제6에 해당한다. 병풍처럼 펼쳐서 볼 수 있는 형태이며, 접었을 때의 크기는 세로 34.8cm, 가로 10.6cm이다. 책의 끝부분에 있는 기록을 통해 고려 우왕 14년(1388)에 노유린의 시주로 만들었음을 알 수 있다.

### 대한민국의 보물 제314호
이 책은 법화경의 내용을 청색 종이에 금색 글씨로 옮겨 쓴 것으로 권3과 권4 2책이 전해진다. 병풍처럼 펼쳐서 볼 수 있는 형태로 되어있으며, 접었을 때의 크기는 세로 31cm, 가로 11cm이다. 
책 겉표지는 권3·4의 문양이 약간 다르지만 공통적으로 책 제목이 있고, 그 주위에 화려한 꽃무늬가 장식되어 있다. 다른 권은 없어지고 이 책만 남아서 책을 펴내게 된 경위와 만들어진 정확한 연대를 알 수 없으며, 다만 권3 끝에 ‘施主權圖南(시주권도남)’이라고만 씌여 있다.

### 대한민국의 보물 제1138호
이 책은 구마라습(鳩摩羅什)이 한문으로 번역한 것을 옮겨 쓴 것으로, 법화경 7권 가운데 마지막권에 해당된다. 책 뒷면의 표지 속에는 금색으로 법칠사장(法七四丈)이라는 제목이 쓰여 있다. 검푸른 색의 종이 위에 금가루를 이용해 글씨를 썼으며, 병풍처럼 펼쳐서 볼 수 있는 형태이고 크기는 세로 31.3cm, 가로 11cm이다. 

## 같이 보기
- 묘법연화경